# Saša Zorić
Saša Zorić (in serbo Саша Зорић?; Gornji Milanovac, 2 settembre 1974) è un ex calciatore jugoslavo dal 2003 al 2006 serbomontenegrino e dal 2006 serbo, di ruolo centrocampista.

## Statistiche

### Cronologia presenze e reti in nazionale
| Cronologia completa delle presenze e delle reti in nazionale ― Jugoslavia | Cronologia completa delle presenze e delle reti in nazionale ― Jugoslavia | Cronologia completa delle presenze e delle reti in nazionale ― Jugoslavia | Cronologia completa delle presenze e delle reti in nazionale ― Jugoslavia | Cronologia completa delle presenze e delle reti in nazionale ― Jugoslavia | Cronologia completa delle presenze e delle reti in nazionale ― Jugoslavia | Cronologia completa delle presenze e delle reti in nazionale ― Jugoslavia | Cronologia completa delle presenze e delle reti in nazionale ― Jugoslavia |
| Data                                                                      | Città                                                                     | In casa                                                                   | Risultato                                                                 | Ospiti                                                                    | Competizione                                                              | Reti                                                                      | Note                                                                      |
| ------------------------------------------------------------------------- | ------------------------------------------------------------------------- | ------------------------------------------------------------------------- | ------------------------------------------------------------------------- | ------------------------------------------------------------------------- | ------------------------------------------------------------------------- | ------------------------------------------------------------------------- | ------------------------------------------------------------------------- |
| 28/06/2001                                                                | Tokyo                                                                     | Paraguay                                                                  | 2 – 0                                                                     | Jugoslavia                                                                | Coppa Kirin                                                               | -                                                                         |                                                                           |
| 04/07/2001                                                                | Ōita                                                                      | Giappone                                                                  | 1 – 0                                                                     | Jugoslavia                                                                | Coppa Kirin                                                               | -                                                                         |                                                                           |
| Totale                                                                    |                                                                           | Presenze                                                                  | 2                                                                         |                                                                           | Reti                                                                      | 0                                                                         |                                                                           |

## Palmarès

### Club

#### Competizioni nazionali
- Campionato serbomontenegrino: 1

Stella Rossa: 2000-2001